# Tobias Wiik
Tobias Wiik, folkbokförd Ove Tobias Daniel Vik, född 10 maj 1977 i Alingsås,  spelade trummor i Räserbajs 1995-97 då bandet splittrades. Han jobbar numera med betong och har spelat bland annat i bandet Hjärtats orkester. Wiik var även medlem i popbandet Dr Andersson som vann tävlingen Musik Direkt 1997, bandets gitarrist Simon Ljungman är numera medlem i Håkan Hellströms kompband och i Augustifamiljen, mest kända från tv-programmet På Spåret. Tobias Wik är medlem i flera band i Alingsåstrakten.